# Altos Reyes de Arnor y Gondor
Alto Rey de Arnor y Gondor es un título que, en el marco del legendario fantástico creado por J.R.R. Tolkien, utilizaban los soberanos de todos los dúnedain que crearon los reinos en el exilio después de la caída de Númenor.
El primero en tomar el título de alto rey de los reinos de Arnor y Gondor, apenas recién fundados, fue Elendil el Alto, que había liderado los dúnedain en la fuga de Númenor y descendía de la casa real de Elros a través de la línea de los Señores de Andúnië.
Tras la muerte de Elendil, su primogénito Isildur heredó el título. A su muerte, pero los dos reinos separarse: Valandil, hijo de Isildur, asumió el título de Rey de Arnor, mientras que en el reino de Gondor, se proclamó rey a Meneldil, hijo de Anárion, el segundo hijo de Elendil.
Valandil nunca usó el título de alto rey, y así Isildur es contado como el último. Sin embargo, tras la muerte de Ondoher, Arvedui Arthedain reclamó su soberanía sobre Gondor como heredero legítimo de Isildur, pero el Consejo de Gondor (liderado por el senescal Pelendur) lo rechazó argumentando que Isildur había renunciado a sus derechos a favor de Meneldil, y que por tanto sólo los herederos de Anárion podían ser Reyes de Gondor.
Arvedui acabaría siendo el último rey de Arnor, y sus descendientes, los capitanes de los dúnedian nunca reclamaron ni el trono de Gondor ni el título de alto rey. Al principio de la Cuarta Edad, sin embargo, los dos reinos se volvieron a unir bajo el rey Elessar Telcontar, formado el Reino reunificado de Arnor y Gondor.

## Altos Reyes de Arnor y Gondor
Elendil el Alto (3320 - 3441 S. E.)
Isildur (3441 - 2 T. E.) 

## Altos Reyes del Reino Reunificado
Elessar Telcontar (3019 T. E. - 120 C. E.)
Eldarion Telcontar (120 - 220 C. E.)
- Datos: Q40686238